# Тамарі Татуашвілі
Тамарі Татуашвілі (груз. თამარი ტატუაშვილი; нар. 12 квітня 1991, Тбілісі, Грузія) — грузинська футболістка, захисниця португальського клубу «Амора» та національної збірної Грузії.

## Клубна кар'єра

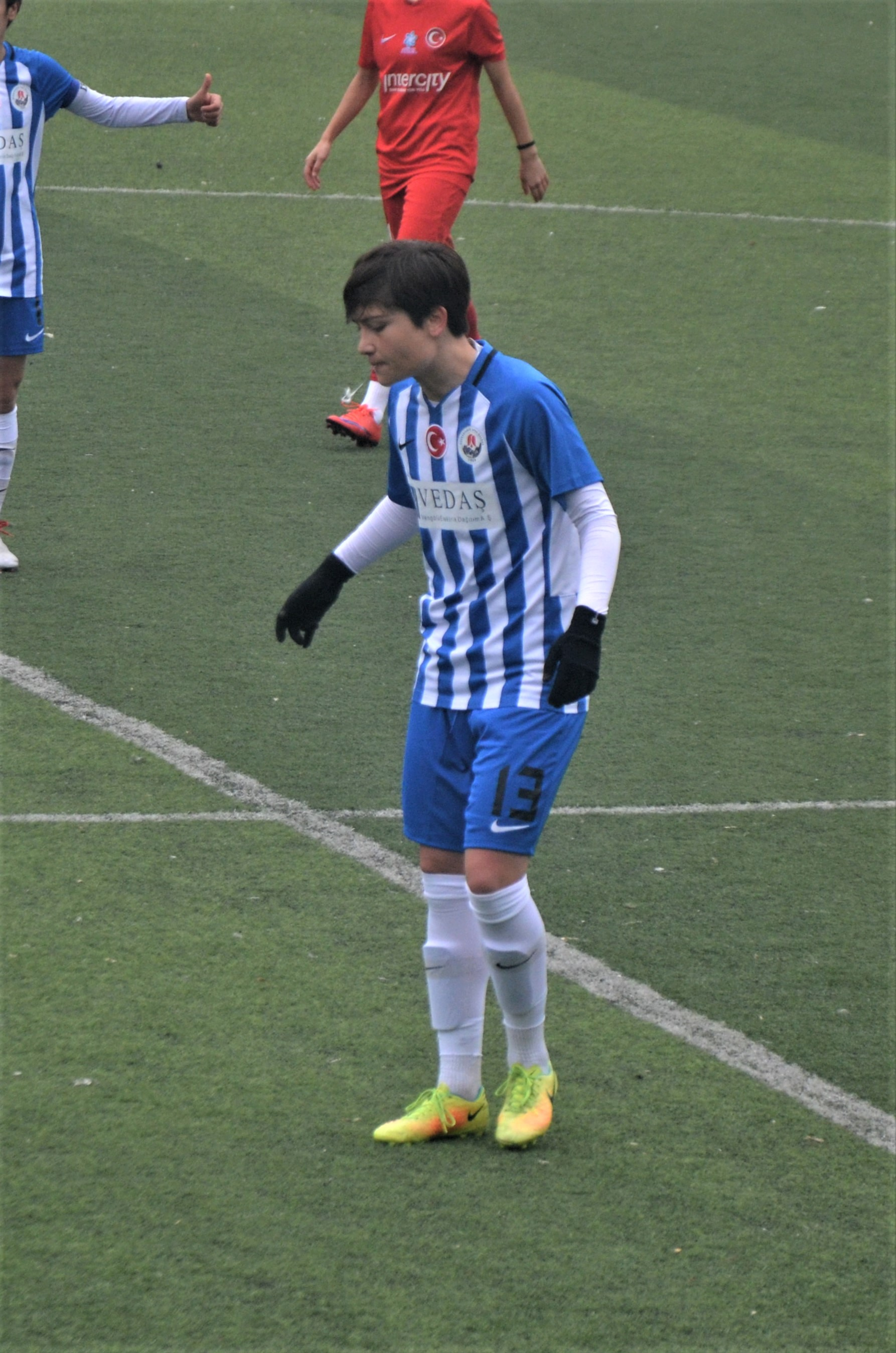
Тамарі Татуашвілі у футболці «Гаккарігюджуспор» у Першій лізі Туреччини 2018/19.

На батьківщині розпочала свою кар'єру в столичних клубах «Норчі Дінамоелі», «Іверія» та «Динамо». У сезоні 2007/08 років здобула титул чемпіона Грузії у складі ФК «Динамо» (Тбілісі). Згодом перейшла до ФК «Байя» (Зугдіді), який став чемпіоном у сезоні 2009/10 років. Після розформування жіночого чемпіонату Грузії в 2010 році переїхала до Туреччини і підписала контракт з «Люлебургаз 39», щоб грати в Першій лізі Туреччини 2011/12 років. Наступного сезону перейшов до «Адана Ідманд'юспор». Після двох повних з половиною сезонів за команду з Адани, у лютому 2015 року вона переїхала до «Ількадим Беледієспор» у Самсуні.
9 серпня 2007 року дебютувала в матчі групи A7 Кубку УЄФА 2007/08 проти харківського «Арсеналу». У вище вказаному турнірі зіграла 3 поєдинки. Вона виступала за «Байя» (Зугдіді) в групі 5 жіночій Лізі чемпіонів УЄФА 2010/11. Брала участь у трьох матчах кваліфікаційного раунду. Була капітаном своєї команди.
У жовтні 2018 року, після вильоту команди в Другу лігу, перейшла до новоствореного клубу Першої ліги «Гаккарігюджуспор».

## Кар'єра в збірній
У футболці дівочої збірної Грузії (WU-17) 27 жовтня 2008 року в першому матчі групового етапу чемпіонату світу 2008 року проти одноліток з Англії. На вище вказаному зіграла три матчі.
Виступала за молодіжну збірну Грузії (WU-19), у футболці якої дебютувала 19 вересня 2009 року у першому маті 7-ї групи першого кваліфікаційного раунду молодіжного чемпіонату Європи – група 7 проти Франції. У вище вказаному турнірі брала участь в матчах проти збірних Сербії та Туреччини.
У футболці жіночої збірної Грузії зіграла у 8 матчах групи 3 кваліфікації чемпіонату світу 2011 року: проти Данії, Шотландії, Болгарії та Грузії.
Зіграла в трьох матчаз групи 2 кваліфікації чемпіонату Європи 2013 року проти Мальти, Вірменії та Фарерських Островів.
Брала участь у групі 2 кваліфікації чемпіонату світу 2015 року проти Литви, Чорногорії та Фарерських Островів, які відбулися в Литві у квітні 2013 року.

## Клубна статистика
Станом на 23 лютого 2020.
| Клуб                   | Сезон             | Ліга                 | Ліга  | Ліга | Континентальні | Континентальні | Національні | Національні | Загалом | Загалом |
| Клуб                   | Сезон             | Дивізіон             | Матчі | Голи | Матчі          | Голи           | Матчі       | Голи        | Матчі   | Голи    |
| ---------------------- | ----------------- | -------------------- | ----- | ---- | -------------- | -------------- | ----------- | ----------- | ------- | ------- |
| «Динамо» (Тбілісі)     | 2007–08           | чемпіонат Грузії     |       |      | 3              | 0              | 3           | 0           | 6       | 0       |
| «Динамо» (Тбілісі)     | Загалом           | Загалом              |       |      | 3              | 0              | 3           | 0           | 6       | 0       |
| «Байя» (Зугдіді)       | 2009–10           | чемпіонат Грузії     |       |      | 3              | 0              | 14          | 0           | 17      | 0       |
| «Байя» (Зугдіді)       | Загалом           | Загалом              |       |      | 3              | 0              | 14          | 0           | 17      | 0       |
| «Люлебургаз 39»        | 2011–12           | Перша ліга Туреччини | 17    | 1    | –              | –              | 0           | 0           | 17      | 1       |
| «Люлебургаз 39»        | Загалом           | Загалом              | 17    | 1    | –              | –              | 0           | 0           | 17      | 1       |
| «Адана Ідманд'юспор»   | 2012–13           | Перша ліга Туреччини | 17    | 1    | –              | –              | 3           | 0           | 20      | 1       |
| «Адана Ідманд'юспор»   | 2013–14           | Перша ліга Туреччини | 10    | 0    | –              | –              | 0           | 0           | 10      | 0       |
| «Адана Ідманд'юспор»   | 2014–15           | Перша ліга Туреччини | 0     | 0    | –              | –              |             |             | 0       | 0       |
| «Адана Ідманд'юспор»   | Загалом           | Загалом              | 27    | 1    | –              | –              | 3           | 0           | 30      | 1       |
| «Ількадим Беледієспор» | 2014–15           | Перша ліга Туреччини | 5     | 0    | –              | –              |             |             | 5       | 0       |
| «Ількадим Беледієспор» | 2015–16           | Перша ліга Туреччини | 14    | 1    | –              | –              |             |             | 14      | 1       |
| «Ількадим Беледієспор» | 2016–17           | Перша ліга Туреччини | 15    | 0    | –              | –              |             |             | 15      | 0       |
| «Ількадим Беледієспор» | 2017–18           | Перша ліга Туреччини | 18    | 0    | –              | –              |             |             | 18      | 0       |
| «Ількадим Беледієспор» | Загалом           | Загалом              | 52    | 1    | –              | –              |             |             | 52      | 1       |
| «Гаккарігюджуспор»     | 2018–19           | Перша ліга Туреччини | 10    | 2    | –              | –              |             |             | 10      | 2       |
| «Гаккарігюджуспор»     | 2019–20           | Перша ліга Туреччини | 14    | 2    | –              | –              |             |             | 14      | 2       |
| «Гаккарігюджуспор»     | Загалом           | Загалом              | 24    | 4    | –              | –              |             |             | 24      | 4       |
| Усього за кар'єру      | Усього за кар'єру | Усього за кар'єру    | 120   | 7    | 6              | 0              | 20          | 0           | 146     | 7       |

## Досягнення

### Клубні
«Динамо» (Тбілісі)
- Чемпіонат Грузії
  -  Чемпіон (1): 2007/08

«Байя» (Зугдіді)
- Чемпіонат Грузії
  -  Чемпіон (1): 2009/10